# Букленди
Букленди́ (рос. Букленды, башк. Бөкләнде) — присілок у складі Мішкинського району Башкортостану, Росія. Входить до складу Чураєвської сільської ради.
Населення — 307 осіб (2010; 362 у 2002).
Національний склад:
- марійці — 99 %